# 10 Dywizja Pancerna (Bundeswehra)
10 Dywizja Pancerna (niem. 10. Panzerdivision) – pancerny związek taktyczny Bundeswehry.
W okresie zimnej wojny dywizja  wchodziła w skład 2 Korpusu Armijnego i przewidziana była do działań w pasie Centralnej Grupy Armii.

## Struktura organizacyjna
Organizacja w 1989:
- dowództwo dywizji – Sigmaringen
- 28 Brygada Pancerna – Dornstadt
- 29 Brygada Pancerna – Sigmaringen
- 30 Brygada Zmechanizowana – Ellwangen
- 10 pułk artylerii – Pfullendorf
- 10 pułk przeciwlotniczy – Sigmaringen